# Gustav von Wrangel
Freiherr Gustav von Wrangel-Waldburg (* 1807; † 1859) war ein preußischer Landrat in der Provinz Ostpreußen im Kreis Gerdauen (1853–1859). Er war der Sohn von August Friedrich Ludwig Freiherr von Wrangel.

## Leben
Wrangel diente im preußischen Militär und schied als Rittmeister aus. 1847 bis 1848 wurde er als Interimslandrat im Kreis Duisburg eingesetzt.